# Ladies and Gentlemen... Mr. Leonard Cohen
Ladies and Gentlemen… Mr. Leonard Cohen je kanadský dokumentární film z roku 1965. Pojednává o spisovateli a později hudebníkovi Leonardu Cohenovi a jeho režiséry byli Don Owen a Donald Brittain. Vedle Cohena samotného ve filmu účinkovali například jeho přátelé Irving Layton a Mort Rosengarten. Film byl natočen během turné autorského čtení, kterého se účastnili vedle Cohena také další básníci Irving Layton, Earle Birney a Phyllis Gotlieb a původně měl celý film zahrnoval všechny zúčastněné, nicméně nakonec bylo rozhodnuto, že se bude zabývat tím nejvíce zajímavých z nich: Leonardem Cohenem.